# Sinocyclocheilus yimenensis
Sinocyclocheilus yimenensis är en fiskart som beskrevs av Li och Xiao 2005. Sinocyclocheilus yimenensis ingår i släktet Sinocyclocheilus och familjen karpfiskar. Inga underarter finns listade i Catalogue of Life.